# Mallota nigra
Mallota nigra är en tvåvingeart som beskrevs av Shannon 1927. Mallota nigra ingår i släktet hålblomflugor, och familjen blomflugor.
Artens utbredningsområde är Ecuador. Inga underarter finns listade i Catalogue of Life.